# Fallenbild

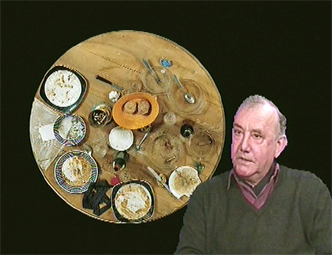
Ein „Fallenbild“ von Daniel Spoerri

Fallenbilder (französisch auch Tableau-piège) sind künstlerische Darstellungen (hier Bilder bzw. Objekte), die zuerst um etwa 1960 von Daniel Spoerri und anderen Protagonisten der französischen Künstlerbewegung des Nouveau Réalisme erstellt wurden.
Den Namen haben die Assemblagen ähnlichen Materialbilder daher, dass alltägliche Situationen (z. B. benutztes Geschirr, Reste einer Mahlzeit) auf einer festen Unterlage (Tischplatte, Schreibunterlage) mit Kunstharz befestigt wurden. Das Fallenbild wurde so zu einer eingefrorenen Momentaufnahme eines bestimmten abgeschlossenen Prozesses der Realität. Die Objektmontage Repas hongrois ist ein berühmtes Beispiel für diese Art von Akkumulationen. Dem Betrachter soll mit dem Fallenbild eine „Falle“ gestellt werden, indem er denkt, dass z. B. ein Tisch mit Resten einer Mahlzeit nicht hängt, sondern steht.
Diese auch teilweise als ein Abkömmling der Eat Art – essbaren Kunst-Objekten aus Lebkuchenteig – verstandenen Kunstgenres bestanden vorwiegend aus Resten von beendeten oder abgebrochenen Mahlzeiten, die zu Momentaufnahmen eingefroren und anschließend mit Kunstharz fixiert wurden.
Als Spoerri Anfang der 1960er Jahre Tinguely bei seinen Ausflügen auf die Pariser Schrotthalden begleitete, war er begeistert von den „Situationen“, die ihm dort begegneten. Spoerri begann dann, vorgefundene Gegenstände auf einer festen Unterlage mit Leim zu fixieren. Er nannte dies Fallenbilder. Die Gegenstände der zufälligen Situation wurden auf ihrer zufälligen Unterlage, auf der sie gefunden wurden, befestigt. Auf diese Art versuchte Spoerri, dem Zufall eine Falle zu stellen.
Der Wechsel der Bedeutungsebene in einem Fallenbild vollzieht sich erst durch den Wechsel der Blickrichtung, nämlich indem das Fallenbild bzw. die Unterlage aus der horizontalen in die vertikale Position bewegt wird. Somit ist das Fallenbild eine fixierte Momentaufnahme, sozusagen eingefrorene Realität. Diese Fixierung soll laut Spoerri ein Unbehagen bereiten. In seinen Fallenbildern soll diese Fixierung, der Stillstand, den Drang nach Veränderung aufkommen lassen, d. h., Stillstand, Fixation und Tod sollen Bewegung, Veränderung und Leben provozieren.

## Variationen von Fallenbildern
1. Fallenbild; Gegenstände, die in zufälligen, unordentlichen oder ordentlichen Situationen gefunden werden, werden in genau der Situation, in der sie gefunden werden, auf ihrer zufälligen Unterlage (Tisch, Schachtel, Schublade usw.) befestigt. Verändert wird nur ihre Ebene: indem das Resultat zum Bild erklärt wird, wird Horizontales vertikal. Beispiel: die Reste einer Mahlzeit werden auf dem Tisch befestigt und mit dem Tisch an der Wand aufgehängt.
2. Fallenbild im Quadrat (Fallenbild des Fallenbildes); Das Werkzeug, das der Befestigung gedient hat, wird in der zufälligen Lage, in der es abgelegt ist, mitbefestigt.
3. Falsches Fallenbild; Die anfangs verleugnete Fantasie, die wieder anerkannt ist, macht das falsche Fallenbild möglich. Das falsche Fallenbild ist die Komposition einer Situation, die auch zufällig hätte stattfinden können und der Realität zum Verwechseln ähnlich sieht. Beispiel: ein an der Wand hängender Laufstall mit unordentlich herumliegendem Spielzeug, in dem nie ein Kind gespielt hat, sieht einem wirklich zum Verwechseln ähnlich.
4. Détrompe-l’œil (Desilllulsionsbild): Sobald eine Unterlage etwas Reales abbildet, entsteht ein Zusammenhang zwischen der abgebildeten Realität der Unterlage und den realen Gegenständen, die auf ihr befestigt werden. Dieser Zusammenhang hebt die unechte Perspektive der Abbildung auf der Unterlage auf. Eine bewusste Wahl der zu befestigenden Gegenstände nimmt der Abbildung nicht nur ihren idealen Charakter, sondern ergänzt sie eindeutig ins Profane. Beispiel: eine romantische Alpenlandschaft, die ein Tal darstellt, durch das ein Bach auf den Beschauer zufließt, wird durch einen echten neuen Wasserhahn und eine entsprechende Duschanlage ergänzt.
5. Die „Wortfallen“, in Zusammenarbeit mit Robert Filliou entstanden, sind ein Versuch, Sprichwörter und Redewendungen sichtbar zu machen. Beispiel: „Raining cats and dogs“ (es regnet Katzen und Hunde, englische Entsprechung von „es gießt mit Kübeln“) ist Gegenstand eines Bildes, auf dem Spielzeugkatzen und -hunde auf einem geöffneten Regenschirm befestigt sind.